# ロバート・C・ギッフェン
“アイク”ロバート・カーライル・ギッフェン（Robert Carlisle Giffen, 1886年6月29日 - 1962年12月10日）は、アメリカ合衆国の海軍軍人、最終階級は海軍中将。
第二次世界大戦の大半において巡洋艦部隊を指揮し、前半は輸送船団護衛やトーチ作戦をはじめとするヨーロッパ戦線、後半は1943年1月29日のレンネル島沖海戦から1944年2月17日のトラック島空襲までの間の太平洋戦線で活躍した。

## 生涯

### 前半生 生い立ちから戦間期
“アイク”こと、ロバート・カーライル・ギッフェンは1886年6月29日、ペンシルベニア州ウェストチェスターに生まれる。インディアナ州サウスベンドのノートルダム大学を経て、ネブラスカ州の推薦を得て海軍兵学校（アナポリス）に進み、1907年に卒業。卒業年次から「アナポリス1907年組」と呼称されたこの世代の同期には、第5艦隊を指揮したレイモンド・スプルーアンス、アメリカ海軍航空隊における初期のパイロットの一人で真珠湾攻撃の際に「真珠湾攻撃さる、これは演習ではない」と放送したパトリック・ベリンジャー、NC-4機長として大西洋横断に成功したアルバート・カッシング・リードらがいる。
アナポリス卒業後、士官候補生となったギッフェンは戦艦「バージニア」 (USS Virginia, BB-13) 乗組みとなり、間もなくグレート・ホワイト・フリートの世界巡航の航海に参加する。1909年に航海が終了したあとの4年間、ギッフェンはさまざまな艦船に乗り組み、一方で全米ライフル選手権にも定期的に参加した。中尉に昇進すると1913年から1915年にかけてワシントン海軍工廠に勤務し、次いで駆逐艦「ウェインライト」 (USS Wainwright, DD-62) に配属される。アメリカが第一次世界大戦に参戦ののち、少佐になっていたギッフェンは駆逐艦「トリップ」 (USS Trippe, DD-33) 艦長に任命され、ヨーロッパ水域のイギリス海軍グランドフリートのもとに派遣される第6戦艦部隊の護衛にあたる。1918年半ばから1919年8月までは地中海に移り、駆逐艦「シューレイ」 (USS Schley, DD-103) 艦長としてジブラルタルを本拠地として行動した。
大戦終結後の1920年代から1930年代にかけてはサンフランシスコおよびワシントン州キーポートの海軍施設での勤務や母校アナポリスでの教官などの陸上勤務を務めたあと、装甲巡洋艦「ヒューロン」 (USS Huron, CA-9) 副長、砲艦「サクラメント」 (USS Sacramento, PG-19) 艦長、駆逐部隊司令、給油艦「ナチェス」 (USS Neches, AO-5) 艦長を歴任。大佐に昇進後の1934年から1937年の間は再び母校アナポリスの教官職に就き、1938年から1940年の間は軽巡洋艦「サバンナ」 (USS Savannah, CL-42) の艦長を務めた。

### 第二次世界大戦・ヨーロッパ

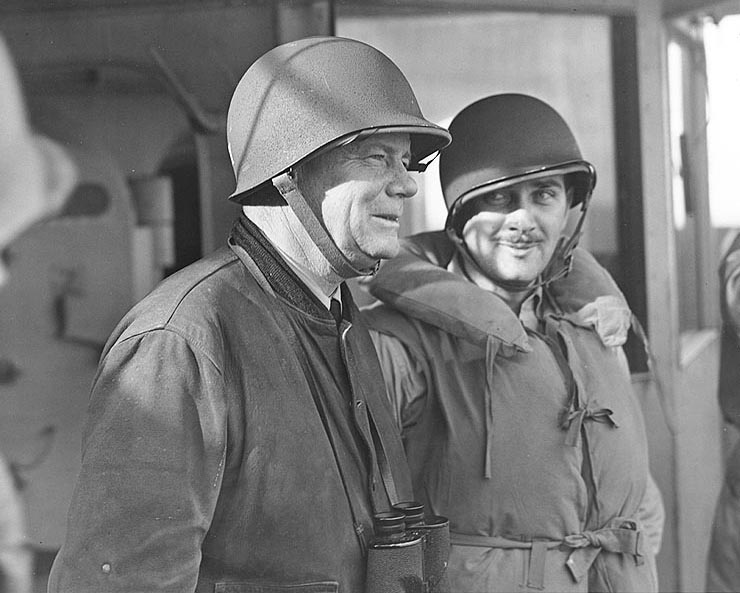
ヘルメットをかぶって戦闘に備えるギッフェン

1940年、ギッフェンは海軍大学校を受講し、受講後はワシントンD.C.の海軍作戦部入りして海軍予備員企画課課長に就任する。1941年3月に少将に昇進すると再び海上勤務に戻り、第7巡洋艦部隊司令官となる。1941年後半までの間、ギッフェンは北大西洋における中立パトロールを指揮し、真珠湾攻撃を経てアメリカが第二次世界大戦に参戦すると、イギリス海軍本国艦隊（ジョン・トーヴィー大将）に協力して輸送船団の護衛に兵力を貸し出した。
1942年3月27日、カスコ湾からスカパ・フローに向かっていた戦艦「ワシントン」 (USS Washington, BB-56) を基幹とするジョン・W・ウィルコックス少将（アナポリス1905年組）の第39.1任務群で一つの事件が起こった。「ワシントン」の艦内からウィルコックスの姿が消えた。任務群内の重巡洋艦「タスカルーサ」 (USS Tuscaloosa, CA-37) は、「ワシントン」の左舷側から嵐の大西洋の中に人が転落するのを目撃していた。ウィルコックスの行方不明により第39.1任務群の指揮権はギッフェンに移譲され、ただちにウィルコックスの捜索が開始されたものの悪天候により成果はなかった。ギッフェンは重巡洋艦「ウィチタ」 (USS Wichita, CA-45) を引き続いて旗艦に指定し、デンマーク海峡や北海方面でドイツ軍の脅威と対峙し続けた。
秋に入り、連合国軍は北アフリカに新たな戦線の構築を企図する（トーチ作戦）。ギッフェンは第34任務部隊司令官ヘンリー・ケント・ヒューイット少将（アナポリス1906年組）の指揮下、「ウィチタ」以下戦艦「マサチューセッツ」 (USS Massachusetts, BB-59) 、「タスカルーサ」、第8巡洋艦部隊および第8、第11駆逐部隊とともにトーチ作戦に参加し、北アフリカ戦線に向かった。11月8日、ギッフェンの第34.1任務群はカサブランカ周辺のヴィシー政権側の海軍艦艇および諸施設に対して攻撃を行い、ヴィシー政権の戦艦「ジャン・バール」、軽巡洋艦「プリモゲ」などの艦艇との間で砲撃戦を交わした（カサブランカ沖海戦）。北アフリカでの作戦にめどが立つと、ギッフェンは指揮下艦艇とともに太平洋戦線に転戦することとなった。

### 第二次世界大戦・太平洋
1943年1月4日、ギッフェンは第6巡洋艦部隊司令官と第18任務部隊司令官を兼ねる。最末期のガダルカナル島の戦いに参加し、ガダルカナル島行き船団の間接護衛に当たっていたが、1月29日夕刻からレンネル島近海で檜貝嚢治少佐率いる第七〇一航空隊と第七〇五航空隊の陸上攻撃機隊の波状攻撃を受ける（レンネル島沖海戦）。命中弾を受けた1機の一式陸上攻撃機が「シカゴ」 (USS Chicago, CA-29) に体当たりして「シカゴ」の艦上で炎上し、これを目標にして突撃した一式陸攻が「シカゴ」に魚雷を2本命中させた。ギッフェンは任務部隊に避退を命じ、「ルイビル」 (USS Louisville, CA-28) に「シカゴ」の曳航を命じたものの、任務部隊は翌30日に第七五一航空隊の陸攻隊につかまり、「シカゴ」に4本の魚雷が命中してついに沈没した。ギッフェンが日本軍機と対決するのはこれが初めてであり、真偽のほどはともかく日本機の実力を甘く見ていた節があった。
ガダルカナル島から日本軍が消え失せると、ギッフェンは休息ののち「ウィチタ」以下諸艦艇を率いてアリューシャン方面の戦いに参戦する。次いで中部太平洋戦線に転じ、マキンの戦い、クェゼリンの戦いで火力支援を担当する。1944年2月、スプルーアンスの第5艦隊はエニウェトクの戦いと、その支援のためのトラック島空襲を企図する。ここでスプルーアンスは、トラック諸島内にいまだ有力艦船が多数残っていると考え、空襲後には外に出てくるだろうと推測した。どうしても先頭を切って戦いたかったスプルーアンスは、脱出してきた有力艦船との砲戦を念頭に戦艦「ニュージャージー」 (USS New Jersey, BB-62) を第5艦隊旗艦に据えた。ギッフェンはこの当時、「ウィチタ」から「ミネアポリス」 (USS Minneapolis, CA-36) を自分の旗艦に指定し、トラック島空襲に参加する。2月17日、午前の空襲に引き続いて午後からは艦艇による掃討戦が開始され、間もなく環礁外にあった軽巡洋艦「香取」、駆逐艦「舞風」および「野分」を発見するが、砲撃戦の指揮はスプルーアンス自らが指揮した。幕僚はスプルーアンスの陣頭指揮に驚き、ギッフェンに委任するよう何度も進言するもなかなか聞き入れられず、進言を重ねた末にスプルーアンスはギッフェンに対して「香取」を始末するよう命令を下し、自らは「舞風」と「野分」を攻撃することとした。やがて「野分」は遁走し、「香取」と「舞風」は集中砲火を浴びて沈没していった。

### その後
1944年5月14日、ギッフェンは中将に昇進し、次いでプエルトリコのサンフアンを拠点とする第10海軍区司令官兼カリブ海域部隊司令官となって水上勤務から離れた。その後は1945年8月26日に大西洋艦隊補給艦隊司令官となり、その職を最後に1946年9月に退役。引退生活の末、1962年12月10日にアナポリスで亡くなった。76歳没。